# Packing (Phallus)
Packing (von engl. „to pack“ für füllen) bezeichnet das Tragen einer Polsterung oder eines phallischen Objekts vorne in der Hose oder Unterwäsche, um den Anschein eines Penis oder einer Ausstülpung zu erwecken. Es wird häufig von trans Männern praktiziert. Auch Menschen, die sich als Männer verkleiden, können packen. Das entgegengesetzte Verhalten, nämlich das Verstecken einer Wölbung in der Leistengegend, wird als Tucking bezeichnet.

## Packer
Die zum Packing verwendeten Objekte, Packer genannt, haben zum Teil lediglich die Form eines Penis, können aber auch eine Nachbildung der Hoden beinhalten. Packer werden verwendet, um für Männer hergestellte Kleidung richtig zu tragen, was ein Sicherheitsgefühl (geringere Chance, als trans erkannt zu werden) und eine verminderte Geschlechtsdysphorie zur Folge hat. Viele trans Männer führen „Packing“ gewöhnlich täglich für den Rest ihres Lebens aus, oft kombiniert mit Binding, einem Verfahren zum Verstecken der Brüste. Andere trans Männer praktizieren Packing je nach Bedarf für ihr persönliches Wohlbefinden oder für Drag-Veranstaltungen. Ohne die Verwendung eines Packers ist die Optik mancher Kleidungsstücke sichtbar leer. Es gibt Packer, die mit medizinischem Haftmittel befestigt werden können, andere werden durch die Kleidung oder (seltener) durch spezielle Bänder an ihrem Platz gehalten. Zu unterscheiden von den Packers sind Penisprothesen, die zur Wiederherstellung der Erektionsfähigkeit in einen Penis implantiert werden, sowie den Suspensorien, die zum Beispiel im Ballett für eine einheitliche Form der Genitalien eingesetzt werden.

### Soft-Packing

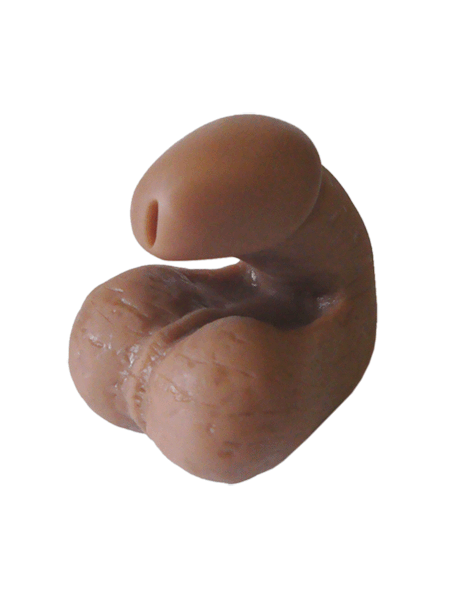
Ein Packer fürs Soft-Packing

Soft-Packing ist das Packing mittels Objekten, die nicht zum Geschlechtsverkehr verwendet werden können. Selbst hergestellte Packer können aus aufgerollten Socken bestehen. Es gibt viele im Handel erhältliche Packer, die die Größe, Form, Farbe und Beschaffenheit männlicher Genitalien realistisch nachbilden. Alle Softpacker sind aus weichem, flexiblem Material gefertigt und simulieren einen schlaffen Penis. Der Begriff Packer bezeichnet am häufigsten die weichen Modelle, die nicht für sexuelle Aktivitäten verwendet werden. Einige wenige Packer können als Stand-to-Pee-Geräte (STP) verwendet werden. Sie bestehen aus einem Gefäß, das in die Harnröhre der tragenden Person eingeführt wird. Der Packer verfügt über einen Schlauch, der vom Behälter zur Spitze führt und es dem Träger ermöglicht, durch die Prothese zu urinieren.

### Hard-Packing

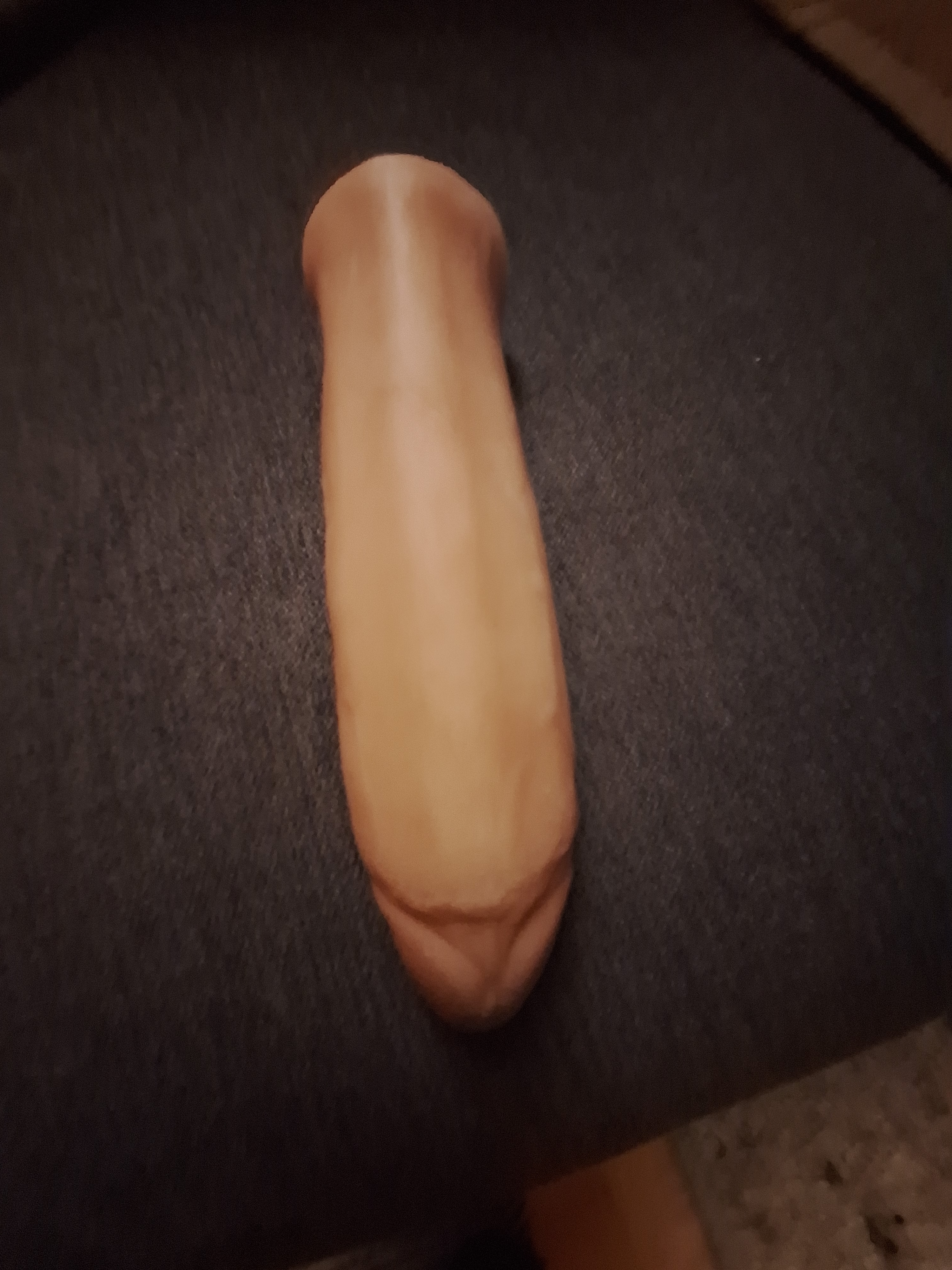
Ein Packer fürs Hard-Packing

Der Begriff Hard-Packing bezieht sich auf das Packen mit einem Gerät, das für die sexuelle Penetration verwendet werden kann. Einige dieser Packer bestehen aus festerem Material wie Silikon und sind flexibel genug zum Packen, aber fest genug für die sexuelle Penetration. Andere bestehen aus noch festerem Material und haben entweder einen inneren Stab, der in der Form bleibt, in die er gebogen wird, oder ein inneres Scharnier an der Basis. Mit diesen Modellen kann der Packer sowohl eine schlaffe Position simulieren (wenn auch nicht das Gefühl einer schlaffen Position) als auch eine sehr feste, erigierte Position. Es sind dabei gewisse Ähnlichkeiten zu einem Dildo erkennbar.

## Slang
Die Ausbuchtung, die einige Crossdresser und trans Männer zu erreichen versuchen, ist manchmal unter dem informellen Begriff Mooseknuckle (zu Deutsch: Elchknöchel) bekannt.